# Göteborgs IF
Göteborgs IF (egentligen: Göteborgs Idrottsförbund) var en idrottsförening från Göteborg, bildad på 1890-talet eller enligt andra källor den 16 november 1900 som en sammanslagning av IS Lyckans Soldater, Göteborgs Velocipedklubb och Skridskosällskapet Norden.
1901 anslöt sig även Sällskapet Idrottens Vänner till förbundet.
Föreningen har vunnit Svenska mästerskapet i fotboll en gång, 1903 då man besegrade Göteborgs FF i finalen.
Klubben finns inte längre kvar.

## Källhänvisningar
1. ↑  "Historik". Göteborgs Skidklubb. Läst 21 oktober 2014.
2. ↑  ”Göteborgs Idrottsförbund.”. Göteborgs Handels- och Sjöfarts-Tidning. 8 juli 1901. https://tidningar.kb.se/3678898/1901-07-08/edition/144022/part/1/page/3/?q=%22idrottens%20v%C3%A4nner%22&sort=asc&page=3.